# Virginia Oldoini

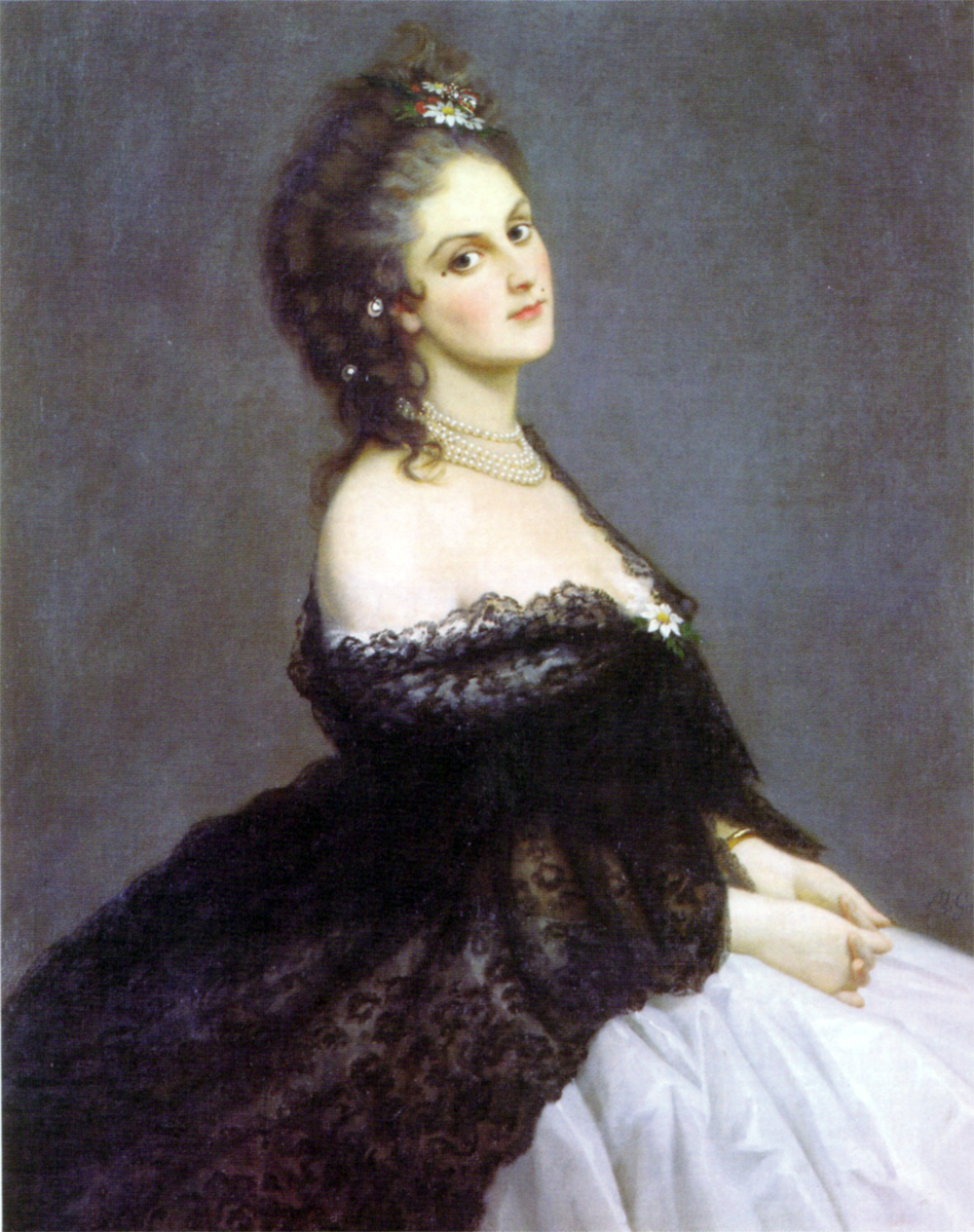
Michele Gordigiani: Virginia Oldoini, Gräfin di Castiglione, Ölgemälde um 1862

Virginia Oldoini Verasis, Contessa di Castiglione, vollständiger Name Virginia Elisabetta Luisa Carlotta Antonietta Teresa Maria Oldoïni, auch Nicchia genannt (* 22. März 1837 in Florenz; † 28. November 1899 in Paris), war eine italienische Adelige und für zwei Jahre die Mätresse des französischen Kaisers Napoleon III. Sie war ein bekanntes Fotomodell in der Frühgeschichte der Fotografie und Mitarbeiterin des Fotografen Pierre-Louis Pierson.

## Leben

Pierre-Louis Pierson: La Castiglione, zwischen 1863 und 1866

Virginia Oldoini wurde 1837 in Florenz, zu dieser Zeit Hauptstadt des Großherzogtums Toskana, als Tochter des Marchese Filippo Oldoini und seiner Frau Isabella Lamporecchi geboren. Sie erhielt eine sehr gute Erziehung und sprach vier Sprachen fließend. Virginia galt als eine der schönsten Prinzessinnen Europas und wurde La Perla d’Italia genannt.
Im Alter von 17 Jahren heiratete sie Francesco Verasis di Castiglione, Cousin des Grafen Camillo Benso di Cavour, und wurde Gräfin di Castiglione. Aus der Ehe ging ein Sohn hervor: Giorgio. Das junge Grafenpaar ging nach Turin und wurde am Hof des Königshauses Savoyen eingeführt. Mit ihrer Schönheit, ihrer Intelligenz und ihrem Charme gelang es Virginia, genannt La Castiglione, innerhalb kürzester Zeit, die Aufmerksamkeit von König Viktor Emanuel II. auf sich zu ziehen. Dies blieb ihrem Vetter, dem Premierminister von Sardinien-Piemont, nicht verborgen, der ihre besonderen Eigenschaften am Hof des französischen Kaisers Napoléon III. gut platziert sah. Dort sollte La Castiglione die Aufmerksamkeit Napoleons gewinnen und diesen davon überzeugen, dass Frankreich zusammen mit Italien gegen Österreich Position beziehen solle.

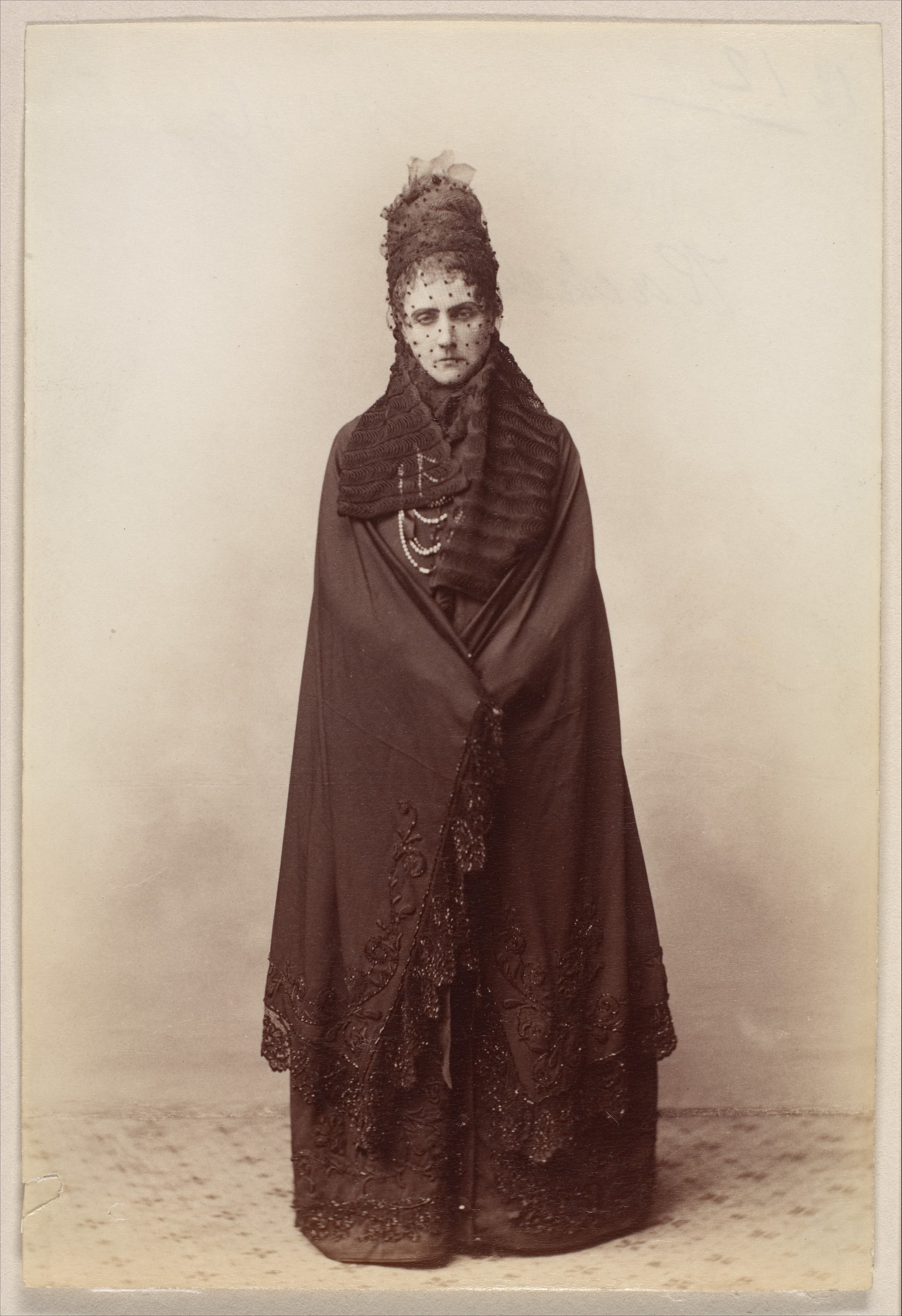
Virginia Oldoini, 1893

Nachdem im Krimkrieg Sewastopol im September 1855 unter Beteiligung piemontesischer Truppen erobert worden war, erhielt die Gräfin vom französischen Kaiser die Zusage, dass Sardinien-Piemont auf Seiten der Siegermächte Frankreich, England und Türkei an den Friedensverhandlungen mit Russland teilnehmen konnte. Als ihre Liaison mit Napoléon III. öffentlich bekannt wurde, trennte sich das Ehepaar und La Castiglione blieb in Paris. 1856 sorgte sie während eines Festes im Palais des Tuileries für einen Skandal: „Bekleidet oder vielmehr entkleidet wie die Salambo Flauders (sic!) […] schritt sie mit unerschütterlicher Ruhe auf den Kaiser zu. Ein prachtvolles Collier, riesige Ohrgehänge und etwas Schmuck bildeten die Hauptbestantheile (sic!) des Costüms der schönen Italienerin, welche die Kaiserin, bebend vor Entrüstung, aus dem Saale wies.“ Während ihrer zweijährigen Affäre (1856–1858) mit dem französischen Kaiser wurde sie oft vom europäischen Adel und von Staatsmännern eingeladen; unter anderem traf sie Prinzessin Augusta von Preußen, Otto von Bismarck und Adolphe Thiers.

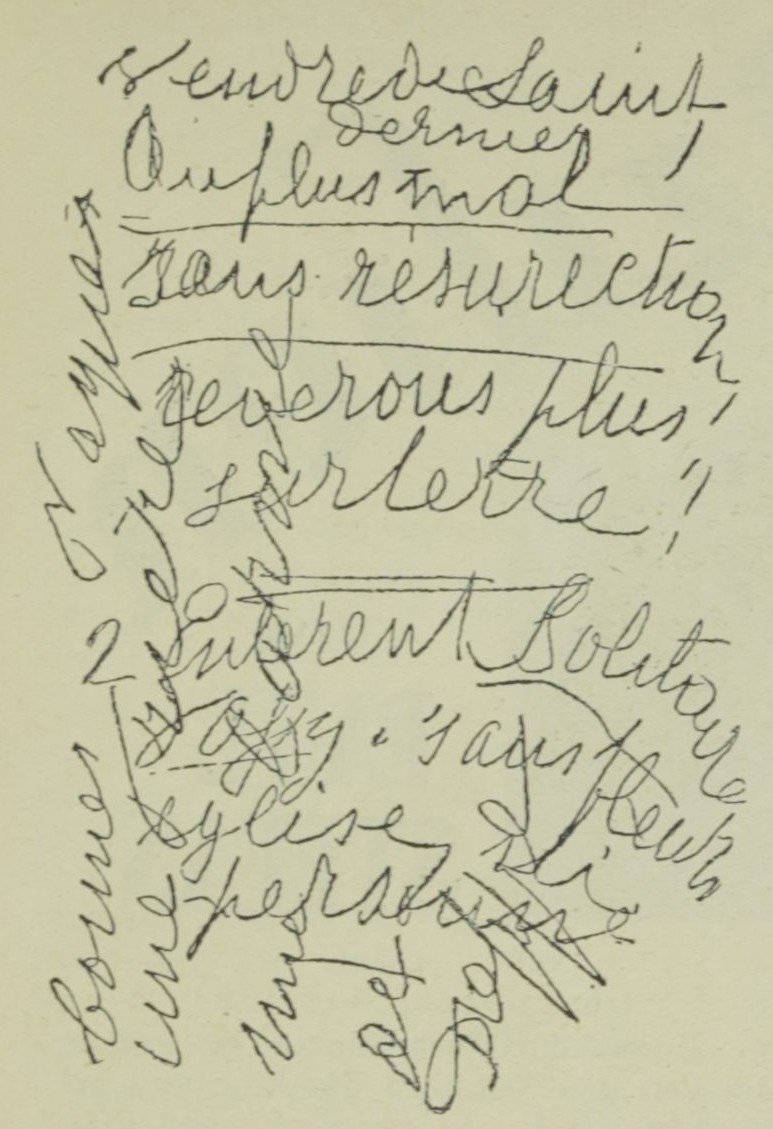
Letzter Brief von Virginia Oldoini, 1899 kurz vor ihrem Tod geschrieben

Virginia Oldoini war für ihre Schönheit und ihr extravagantes Auftreten am französischen Hof bekannt. 1856 saß sie für die Hoffotografen Mayer & Pierson Modell. Pierre-Louis Pierson fertigte über 400 Fotografien von ihr an, vornehmlich Bilder, die ihre nackten Beine oder Füße zeigten, ein Motiv, das im Zeitalter bodenlanger Kleider als besonders erotisch galt. Zwischen 1857 und 1861 lebte sie im neu gegründeten Königreich Italien; nach ihrer Rückkehr nach Frankreich bewohnte sie eine Villa in Passy. Nach der Niederlage Frankreichs im Deutsch-Französischen Krieg (1870–1871) bewohnte sie eine Stadtwohnung an der Place Vendôme. Bis zu ihrem Tod im Jahre 1899 lebte sie mehr oder weniger zurückgezogen in ihrer Pariser Wohnung und in Turin. Sie reiste viel und hatte einen großen Freundeskreis, vermied jedoch öffentliche Auftritte. Legendär wurden ihre langen nächtlichen Spaziergänge durch Paris. Virginia Oldoini, Gräfin di Castiglione starb am 28. November 1899 in ihrer Pariser Wohnung an der Place Vendôme und wurde auf dem Friedhof Père-Lachaise bestattet.

## Nachrufe
„In Paris starb am 28. November in tiefster Einsamkeit die Gräfin de Castiglione, die am Hofe Napoleons III. sowohl durch ihre Schönheit als durch ihren Geist eine große Rolle spielte. Sie kam 1858 aus Italien und galt als eine politische Agentin. Ihr Einfluss auf den Kaiser soll nicht gering gewesen sein. Nach seinem Sturze zog sie sich vollständig von der Welt zurück und lebte in ihrer Wohnung an der Place Vendome bei geschlossenen Fensterläden, indem sie das Tageslicht durch das Gas ersetzte, und ohne Bedienung.“

„[Die Gräfin Castiglione war eine] excentrische Italienerin, deren Schönheit den Kaiser Napoleon III. in ihren Bann gezogen hatte, und die einen Augenblick daran denken konnte, am Hofe des zweiten Kaiserreiches die Rolle einer Pompadour oder Dubarry zu spielen. Mit 15 Jahren hatte sie den Grafen geheiratet und dann ruinirt. Von da an ergab sie sich dem – Laster in Salons und an Höfen und wurde dank ihrer classischen Schönheit sogar die Favoritin Napoleons III. zum tiefsten Leid und zur Schmach der Kaiserin Eugenie, bis letzere es wegen des Scandals durchsetzte, daß derselben der Zutritt zum Hofe untersagt wurde. Diese merkwürdige Frau, die ganz in dem Cultus ihrer äußeren Reize aufging […] mußte mit deren Verlust mit dem nahenden Alter jede Freude am Leben verlieren. […] Und als diese vielbewunderte Schönheit nun wirklich zu schwinden begann, da zog sich die Gräfin Castiglione in ein richtiges Einsiedlerleben zurück. Es sollte Niemand sehen, daß sie häßlich wurde. […] Besuche empfing sie fast gar nicht. Das Essen ließ sie sich täglich aus dem Restaurant holen, und der Kellner, der es ihr brachte, mußte es sich gefallen lassen, daß sie ihn, während sie aß, in einen Wandschrank sperrte, damit er sie nicht erblickte.“

## Nachruhm
- Robert de Montesquiou (1855–1921), ein Symbolist und Kunstsammler, war von der Gräfin di Castiglione fasziniert. Er schrieb ganze dreizehn Jahre lang an ihrer Biografie La Divine Comtesse (Veröffentlichung 1913). In seinem Besitz waren über 275 Fotografien von ihr; 1975 erwarb das Metropolitan Museum of Art die Sammlung.
- 1942 spielte Doris Duranti die Gräfin im Film La contessa Castiglione.[6]
- Im Jahre 1955 wurde das Leben der Gräfin di Castiglione in La Contessa di Castiglione verfilmt; die Hauptrolle spielte die US-amerikanische Schauspielerin Yvonne De Carlo (1922–2007).
- Der berühmte italienische Parfümeur Stefano Frecceri kreierte im Auftrag der Gräfin di Castiglione zwei Düfte, um ihrer Persönlichkeit Ausdruck zu geben.[7]
- In La Spezia wurde 2000 auf der Piazza S. Agostino zu Ehren der Gräfin ein Denkmal aufgestellt.[8]

## Galerie

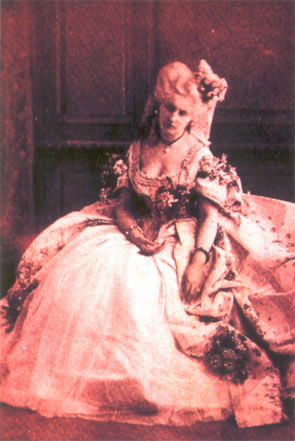
Virginia Oldoini, 1861–1867
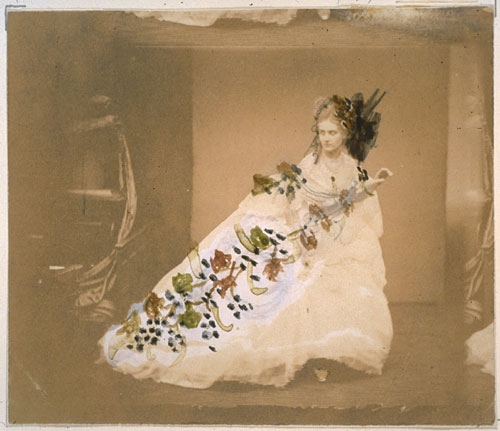
Virginia Oldoini, 1861–1867
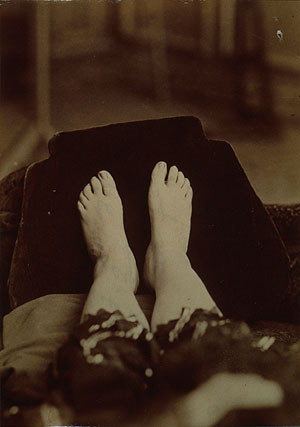
Füße der Virginia Oldoini, 1894
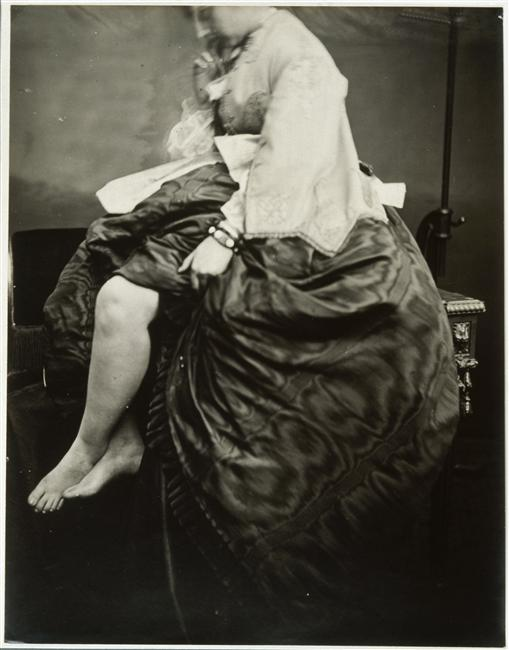
Die Beine der Virginia Oldoini, 1863